# Shusaku Hirasawa
Shusaku Hirasawa (平沢 周策 Hirasawa Shusaku?,  nacido el 5 de marzo de 1949 en Akita) es un exfutbolista japonés que se desempeñaba como centrocampista.
Hirasawa jugó 11 veces para la Selección de fútbol de Japón entre 1972 y 1974. Hirasawa fue elegido para integrar la selección nacional de Japón para los Juegos Asiáticos de 1974.

## Trayectoria

### Clubes
| Club    | País  | Año         |
| ------- | ----- | ----------- |
| Hitachi | Japón | 1967 - 1978 |

### Selección nacional
| Selección | País  | Año         |
| --------- | ----- | ----------- |
| Absoluta  | Japón | 1972 - 1974 |

## Estadística de equipo nacional
| Selección de Japón | Selección de Japón | Selección de Japón |
| Año                | Part.              | Goles              |
| ------------------ | ------------------ | ------------------ |
| 1972               | 2                  | 0                  |
| 1973               | 4                  | 1                  |
| 1974               | 5                  | 0                  |
| Total              | 11                 | 1                  |

## Palmarés

### Títulos nacionales
| Título                   | Club    | País  | Año  |
| ------------------------ | ------- | ----- | ---- |
| Japan Soccer League      | Hitachi | Japón | 1972 |
| Copa del Emperador       | Hitachi | Japón | 1972 |
| Copa del Emperador       | Hitachi | Japón | 1975 |
| Copa Japan Soccer League | Hitachi | Japón | 1976 |